# 拉巴蒂当多尔
拉巴蒂当多尔（法語：Labatie-d'Andaure，法語發音：[labati dɑ̃dɔʁ]）是法国阿尔代什省的一个市镇，属于罗讷河畔图尔农区。

## 地理
拉巴蒂当多尔（45°1'29"N, 4°29'35"E）面积9.93 平方千米，位于法国奥弗涅-罗讷-阿尔卑斯大区阿尔代什省，该省份为法国东南部内陆省份，北起顺时针与卢瓦尔省、伊泽尔省、德龙省、沃克吕兹省、加尔省、洛泽尔省和上盧瓦爾省接壤。
与拉巴蒂当多尔接壤的市镇（或旧市镇、城区）包括：代赛涅、诺济耶尔、圣热尔当多尔。

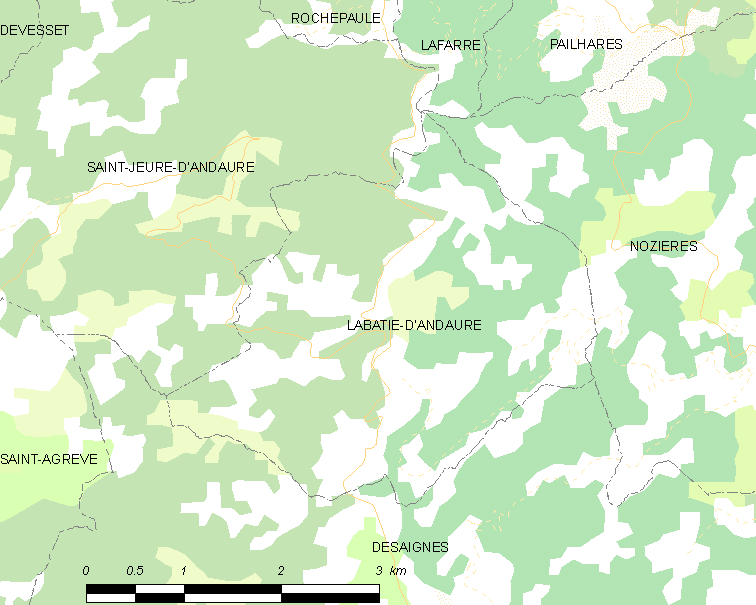
拉巴蒂当多尔的OSM定位图

拉巴蒂当多尔的时区为UTC+01:00、UTC+02:00（夏令时）。

## 行政
拉巴蒂当多尔的邮政编码为07570，INSEE市镇编码为07114。

## 政治
拉巴蒂当多尔所属的省级选区为上维瓦赖县。

## 人口

1962-2008年间拉巴蒂当多尔人口变化图示

拉巴蒂当多尔于2022年1月1日时的人口数量为220人。